# Zacharias
Zacharias är ett namn som kan användas både som förnamn för män och som efternamn. Det kan skrivas på olika sätt, där den normaliserade svenska stavningen är Sakarias. Offentlig statistik tillgänglig i februari 2018 ger följande antal män i Sverige med stavningsvarianterna  av förnamnet (totalt/tilltalsnamn)
- Zacharias  1295/601
- Zackarias 941/ 537
- Zakarias 776/353
- Sakarias 701/275
- Sackarias 92/42
- Sacharias 45/27

Totalt blir detta 3850 män, av vilka 1935 har namnet som tilltalsnamn (första förnamn).
Efternamnet bärs av följande antal personer med varianterna
- Zacharias 51
- Zakarias 5

eller totalt 56 personer.
Zacharias är ett namn med ursprung i det hebreiska namnet Zecharja ( זְכַרְיָה), på svenska normaliserat till Sakarja . Det bärs av flera personer och har betydelsen "Gud kommer ihåg". Zacharias (Ζαχαρίας) är den grekiska formen av detta namn, som förekommer i Lukasevangeliet, där den svenska stavningen är Sakarias. Namnet förekommer även i Koranen och transkriberas då till Zakariya.  
Sakarias hade namnsdag i Sverige den 6 september fram till 2001. I den finlandssvenska namnsdagslängden har Zacharias namnsdag 14 januari sedan 1929, då en egen namnsdagskalender togs i bruk för finlandssvenskar. I Finland har Zacharias och Sakari namnsdag den 14 januari efter Zacharias Topelius födelsedag.

## Närstående namn
Ett antal namn har sitt ursprung i namnen Zacharias eller Zecharja men har fått avvikande uttal och stavning från dessa.  Liksom namnet Zacharias förekommer de både som förnamn för män och som efternamn. 
Följande antal män i Sverige hade förnamen
(totalt/tilltalsnamn):
- Sakarai 1692/187
- Zach 69/58
- Zachary 130/93
- Zakariya 257/228
- Zakris 36/7

Som efternamn bärs de av följande antal personer:
- Sakarai 70
- Zach 5
- Zakariya 15
- Zakris 6

Dessa listor gör intre anspråk på att vara fullständiga.

## Personer med förnamnet Zacharias eller med varianter av detta namn

### Utan efternamn
- Sakarias, profet och präst, Johannes Döparens far
- Sakarias (artist) (född 1986), svensk hiphopmusiker
- Sakarja (aktiv cirka 530–518 f. Kr.), gammaltestamentlig profet
- Sakarja av Israel (cirka 770 f. Kr.), kung i Islarel
- Zacharias (påve), påve 741–752
- Zakariya (islamisk profet), omnömnd i Koranen

### Alfabetiskt efter efternamn
- Zackarias Anthelius (1583–1624), romersk-katolsk martyr
- Zacharías Manuel ”Zack” de la Rocha (född 1970), amerikansk rappare, sångare, låtskrivare, aktivist m.m. Mest känd som sångare i rappmetallbandet Rage against the machine
- Joachim Zachris Duncker (1774–1809), svensk officer
- Zacharias Frankel (1801–1875), tysk konservativ judisk teolog
- Zakarias Heinesen (född 1936), färöisk konstnär
- Zacharias Liljefors (1775–1818), svensk orgelbyggare
- Zakris Livin (1726–1788), svensk författare
- Zakarias Nielsen (1844–1922),  dansk författare
- Zacharias Rudbeck (1832–1909), svensk militär
- Zakariyya Tamir (född 1931), syrisk författare
- Zacharias Topelius (1818–1898), finländsk författare, historiker, tidningsman och poet

## Personer med efternamnet Zacharias
- Ann Zacharias (född 1956), svensk skådespelare och regissör
- Babe Zaharias (1911–1956), amerikansk friidrottare och golfspelare
- Eduard Zacharias (1852–1911), tysk botaniker
- Gun Zacharias (1927–2012), svensk socialarbetare och författare
- Helmut Zacharias (1920–2002), tysk jazzviolinist
- John Zacharias (1917–1998), svensk regissör och teaterchef
- Josef Zacharias (1889–1966), svensk läkare
- Mária Zakariás  (född 1952), ungersk kanotist
- Otto Zacharias (1846–1916), tysk planktonforskare
- Richard M. Zacharias (1919–1989), svensk advokat
- Sara Zacharias (född 1982), svensk sångerska
- Sascha Zacharias (född 1979), svensk skådespelare
- Tom Zacharias  (1948–2010), svensk kompositör, textförfattare, skivartist och skådespelare